# Belmont (Familienname)
Belmont ist der Familienname folgender Personen:
- Albert Belmont (1875–1969), Schweizer Politiker (SP/KPS) und Gewerkschafter
- Alva Vanderbilt Belmont (1853–1933), US-amerikanische Society-Lady und Frauenrechtlerin
- Andrew Belmont (Condottiere) († um 1368), englischer Condottiere
- August Belmont (1813–1890), deutschamerikanischer Bankier und Politiker
- August Belmont junior (1853–1924), US-amerikanischer Bankier und Pferdezüchter
- Georges Belmont (1909–2008), französischer Schriftsteller, Journalist und Literaturübersetzer
- Lara Belmont (* 1980), britische Schauspielerin
- Leo Belmont (1865–1941), polnischer Journalist, Rechtsanwalt und Schriftsteller
- Lilian Belmont (1894–1972), österreichische Schauspielerin und Schriftstellerin
- Oliver Belmont (1858–1908), US-amerikanischer Politiker und Millionär
- Perry Belmont (1851–1947), US-amerikanischer Politiker, Botschafter und Offizier
- Véra Belmont (* 1932), französische Regisseurin, Drehbuchautorin und Filmproduzentin
- Virginia Belmont (1921–2014), US-amerikanische Schauspielerin
- Werner Belmont (1915–2011), Schweizer Werbeberater